# بیجاپور
بیجاپور (کانادا: ವಿಜಾಪುರ) شهری در ایالت کارناتاکا در جنوب هند است. شهر بیجاپور مرکز بخش و در ۵۳۰ کیلومتری از شمال غربی بنگلور واقع است. بیجاپور از شهرهای مهم در تاریخ دکن است و برای بناهای بزرگ تاریخی ساخته شده در طول حکومت سلسله عادل شاهی شهرت دارد.
طبق سرشماری سال ۲۰۰۱ این شهر ۱٬۸۰۸٬۸۶۳ نفر جمعیت داشته و ۱۰٬۵۴۱ کیلومتر مربع مساحت دارد. ارتفاع بیجاپور از سطح دریا ۷۷۰ متر است.

## پیشینه
این شهر در سده دهم و یازده میلادی توسط چالوکیاس از سلسله کالیانی با نام ویجیاپورا (شهر پیروزی) تأسیس شد و پایتخت استان جنوبی پادشاهان هندوی یادَوا بود. در اواخر سده سیزدهم این شهر به تصرف فیروز شاه خلجی (حک: ۶۸۹–۶۹۵ ق) سلطان خلجی که در دهلی مستقر بود درآمد و زبان و فرهنگ ایرانی، به این خطّه وارد شد.
در سال ۱۳۴۷ م، منطقه توسط سلطان بهمنی از گلبرگه فتح شد. در این زمان شهر به عنوان ویجاپور یا بیجاپور شهرت داشت. تا آن زمان بیجاپور ناحیه مرزی دورافتاده و ناآرامی بود که پس از به حکومت رسیدن بهمنی‌ها ثبات بیشتری یافت.
در ۱۵۱۸ م بهمنیان منطقه خود را به پنج ناحیه اداری تقسیم کردند که یکی از آنها بیجاپور بود. در ۸۹۵ ق، یکی از غلامان پیشین این وزیر به نام یوسف عادل خان ـ که ادعا می‌شد فرزند سلطان مراد دوم عثمانی است ـ و بعدها با نام عادلشاه حکومت کرد، این شهر را مستقل کرد. در دوره محمد عادلشاه (۱۰۳۵–۱۰۶۶ ق) بیجاپور و بسیاری از دژهای مهم آن به دست شیواجی، رهبر مَراتهه‌ها، افتاد. در ۱۰۹۷ ق، در ایام سلطنت اسکندر عادلشاه (۱۰۸۳–۱۰۹۷)، آخرین پادشاه عادل‌شاهیان، اورنگ زیب (حک: ۱۰۶۸–۱۱۱۸ ق) آخرین امپراتور بزرگ گورکانی هند بیجاپور را تصرف کرد.
در ۱۱۰۰ ق، طاعون سختی در بیجاپور باعث مرگ ۰۰۰، ۱۵۰ تن شد. اورنگ زیب در اواخر سلطنت خود، کوچکترین پسرش، محمد کامبخش، را به حکومت بیجاپور گماشت. پس از مرگ اورنگ زیب در ۱۱۱۸ ق، کامبخش خود را پادشاه بیجاپور اعلام کرد. در ۱۱۳۰ ق، قحطی بزرگی رخ داد که شش سال طول کشید و باعث نابودی بسیاری از جمعیت شهر شد.
در ۱۱۳۷ ق/ ۱۷۲۴ م، بیجاپور به قلمرو حکمرانی نظام حیدرآباد پیوست شد، ولی در ۱۱۷۴ ق، در ازای شش میلیون روپیه، به مراتهه‌ها واگذار شد. با سرنگونی آخرین «پیشوا» در ۱۲۳۴ ق/ ۱۸۱۸ م، پس از سومین جنگ انگلیس و مراتهه‌ها بیجاپور به اشغال کمپانی هند شرقی درآمد که آن را به راجه ستارا سپرد و زمانی که او در ۱۲۶۶ ق/۱۸۴۸ م بدون باقی‌گذاشتن فرزند پسر درگذشت منطقه ستارا و شهر بیجاپور جزو قلمرو بریتانیا شد. چند خشکسالی سخت از ۱۲۳۴ ق تا ۱۲۸۳ ق، شهر را به روستایی با چندهزار سکنه تبدیل کرد.

## زبان و فرهنگ فارسی
از دوره عادل‌شاهیان تا پایان حکومت گورکانیان در ۱۲۷۴ ق، زبان رسمی دربار بیجاپور فارسی بود. محمود گاوان که خود از شخصیتهای برجسته ادبی به‌شمار می‌آمد کتابی به نام «ریاض الانشاء» و دیوان اشعاری به جا گذاشته که هردو به فارسی‌اند. یوسف عادل‌شاه (حک: ۸۹۵–۹۱۶) و پسرش اسماعیل متخلص به «وفایی»، هردو به فارسی شعر می‌سرودند.
عادلشاهیان مذهب تشیع را در بیجاپور رواج دادند و همواره نویسندگان و شخصیت‌های مذهبی ایرانی را به مهاجرت به این خطّه تشویق می‌کردند. از جمله کسانی که به آنجا مهاجرت کردند شاعر پرآوازه ظهوری ترشیزی بود که در ۹۸۸ ق از ایران به هند رفت و همچنین ملک قمی که در ۹۸۷ ق به دکن رفت و در دوره سلطنت ابراهیم عادل‌شاه دوم (۹۸۷–۱۰۳۵) در بیجاپور سکونت گزید و شاعر دربار و ملقب به «ملک الکلام» گردید.
از حدود ۶۹۹–۷۰۰، بسیاری از صوفیان به بیجاپور رفتند. برخی از مهمترین آنان که نوشته‌هایشان به فارسی است عبارتند از: «شیخ محمود خوش دهن»، مؤلف «اسرارالحق» (تألیف در ۱۰۶۸) و «صلات عاشقین»؛ «محمدقاسم» مؤلف «نفایس الانفاس» (تألیف در ۱۰۸۰)؛ «شاه نعیم‌الله» مؤلف «گنج اسرار» (تألیف در ۱۰۷۵)؛ و «محمد غوری»، مؤلف «گلزارِ ابرار فی سِیَرالاخیار» (تألیف در ۱۰۲۲).
بسیاری از کتاب‌های تاریخ نوشته شده در این منطقه نیز به فارسی است که مشهورترین آنها تاریخ فرشته (تألیف در ۱۰۳۰) اثر محمدقاسم فرشته و تذکرة الملوک (تألیف در ۱۰۱۷) تألیف رفیع‌الدین ابراهیم شیرازی است.